# Stuttgart (vùng)
Stuttgart (tiếng Đức: [ˈʃtʊtɡaʁt] ⓘ) là một trong 4 vùng hành chính (Regierungsbezirk) của bang Baden-Württemberg, Đức.

## Các đơn vị hành chính trong vùng
| Kreise (Huyện) | Kreisfreie Städte (Thị xã) |
| --- | -------------------------- |
| 1. Böblingen 2. Esslingen 3. Göppingen 4. Heidenheim 5. Heilbronn 6. Hohenlohe 7. Ludwigsburg 8. Main-Tauber 9. Ostalb 10. Rems-Murr 11. Schwäbisch Hall | 1. Heilbronn 2. Stuttgart  |